# رومان إنيز
رومان إنيز (بالفرنسية: Romain Inez)‏ (30 أبريل 1988 بكاين في فرنسا - ) هو لاعب كرة قدم فرنسي في مركز الدفاع. لعب مع نادي بترولول بلويشتي ونادي بوتيف بلوفديف ونادي تشيربورغ ونادي شاتورو ونادي كاين ونادي ميتز.

## وصلات خارجية
- رومان إنيز على موقع قاعدة بيانات كرة القدم.إي يو (الإنجليزية)
- رومان إنيز على موقع Soccerway.com (الإنجليزية)